# De Bader

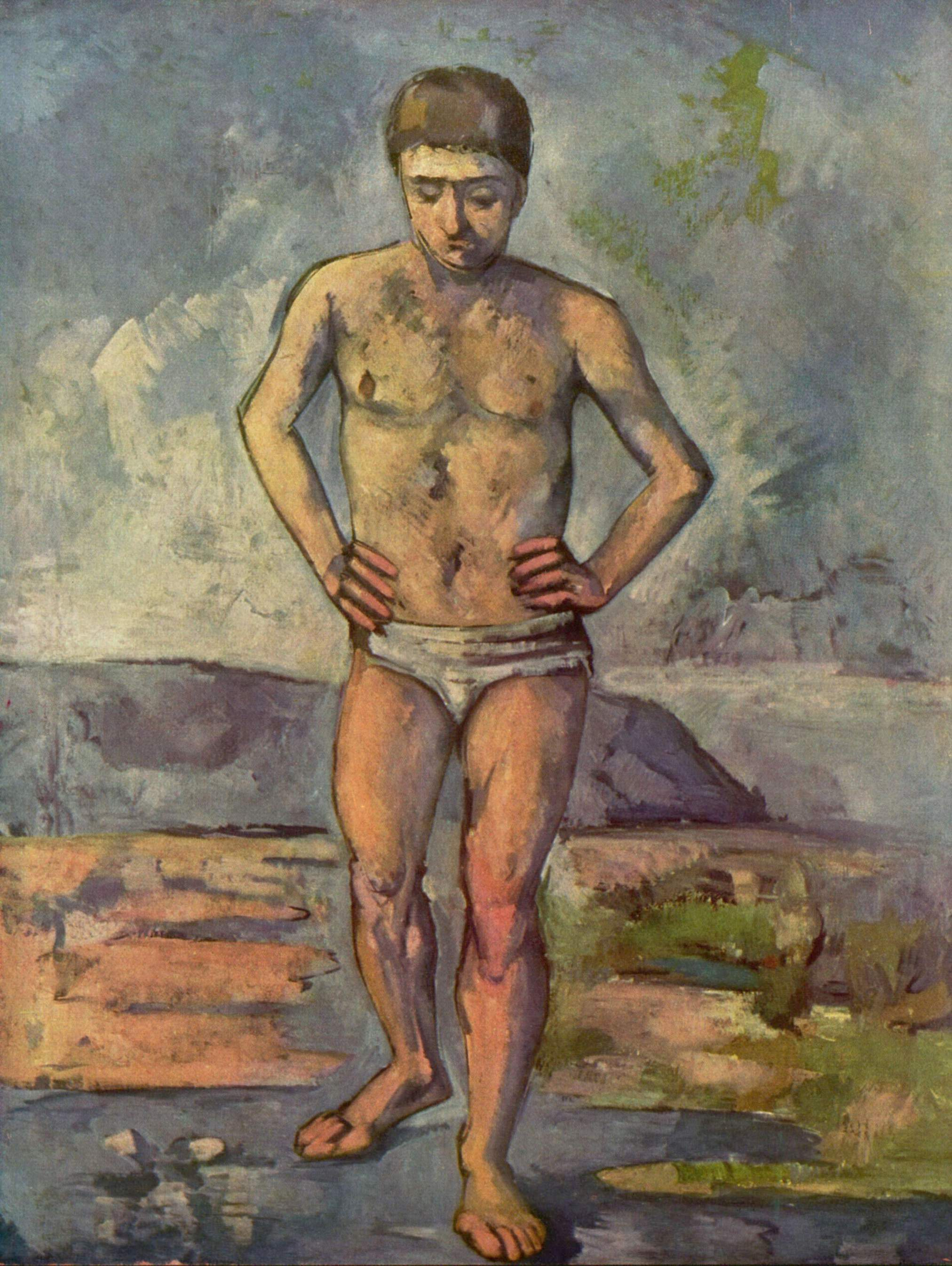
De bader

De bader (Le Grand Baigneur, The Bather) is een schilderij van de serie de baadsters van de Franse kunstschilder Paul Cézanne.
Hij schilderde het circa 1885. Het is uitgevoerd in olieverf op doek en meet 127 x 96.8 cm. Het bevindt zich in het Metropolitan Museum of Art in New York in de Verenigde Staten.

## Achtergrond
Hoewel het mannelijke figuur een traditioneel onderwerp was, wist Cézanne met dit schilderij toch een belangrijke norm te breken. Waar het mannelijk lichaam vaak sterk en heldhaftig werd afgebeeld, kiest de schilder hier voor een breekbare, anonieme weergave. De achtergrond is semi-abstract. Doordat het schilderij weinig specifieke informatie bevat geeft Cézanne een gevoel van dubbelzinnigheid en onzekerheid, dat als een soort synoniem fungeert voor het moderne leven. 
De Bader is echter niet bedoeld als metafoor; het vertelt geen verhaal en brengt geen idee over. In plaats daarvan is de compositie een uitlaatklep voor Cézanne om nieuwe manieren van schilderen te verkennen, zoals het losjes aanbrengen van verf in plaats van precies te werk te gaan. Bovendien maakte Cézanne dit schilderij op basis van een foto van een model in een studio, in plaats van een scène uit het echte leven. 